# Ikuo Hayashi
Ikuo Hayashi (* 23. Januar 1947) ist ein ehemaliger Herzchirurg, Sektenmitglied und Terrorist, der für seine Beteiligung am Giftgasanschlag in der Tokioter U-Bahn 1995 zu einer lebenslangen Freiheitsstrafe verurteilt wurde.
Nach seinem Beitritt zur Ōmu Shinrikyō Sekte 1990 übernahm er das Amt des Ministers für Gesundheit in dieser Hierarchie und war in dieser Funktion u. a. am Mentizid verschiedener Mitglieder beteiligt.

## Lebensgeschichte
Geboren wurde Hayshi 1947 im Bezirk Shinagawa. Sein Vater war Arzt und die Mutter Apothekerin. Auch Hayshi entschied sich früh für den Arztberuf, weil er anderen helfen wollte. Er besuchte in Keio Schule und Universität und spezialisierte sich nach seinem Abschluss in Medizin auf Herz-Kreislauf-Chirurgie.

### Arbeit als Arzt
1978 arbeitete Hayashi zu Schulungszwecken am Surgical Research Institute des Sainai Hospital in Detroit, nach seiner Rückkehr nach Japan 1981 am Saiseikai-Utsunomiya-Krankenhaus in der Präfektur Tochigi, ebenso im Dorf Tōkai in Ibaraki, und am Keiō-Universitätskrankenhaus in Tokio.
Als Kliniker begann er im Umgang mit Patienten mit Todesfällen wie Krebs, intensiv über den „Tod“ nachzudenken, den die moderne Medizin und Wissenschaft seiner Ansicht nach nicht überwinden konnte.
Aus diesem Grund begann er sich ab Ende der 1970er Jahre immer intensiver mit Yoga, Meditation und Atemmethoden zu beschäftigen.
1987 entdeckte er in einer Buchhandlung ein Buch von Shoko Asahara und begann sich intensiv mit seinen Lehren auseinanderzusetzen.
Im Februar 1989 schloss er sich dann Aum Shinrikyo an. Sein Einsatz der von Asharah vorgeschlagenen Therapien (u. a. das Trinken von Salzwasser) brachte ihn rasch in Konflikt mit der Krankenhausleitung.
Im Januar 1990 zog er sich daher aus dem Hararashiso-Krankenhaus zurück und wurde im Mai desselben Jahres mit seiner Frau und seinen Kindern Priester (Samana) der Sekte. Seine Wohnung im Wert von 80 Millionen Yen und zwei Autos, sowie seinen sonstigen weltlichen Besitz, spendete er im Zuge dessen an Aum Shinrikyo.

### Leben bei Aum Shinrikyo
Danach wurde er ein Mönch und der Direktor der Aum-Klinik in Nakano. Zu Beginn seines Priestertums wollte Hayashi an hartnäckigen Krankheiten wie Krebs im Endstadium arbeiten, indem er orientalische Medizin und Meditation einbezog, aber Asahara hatte andere Pläne mit ihm:
So war Hayashi unter anderem an der Entfernung der Fingerkuppen von Sektenmitgliedern beteiligt, die an Verbrechen beteiligt waren und an den Versuchen Abweichlern, u. a. durch Elektroschocks einer Gehirnwäsche zu unterziehen.
Diese drastischen Verhaltensänderungen rechtfertigte Hayashi unter anderem dadurch, dass er von Asahara erfahren hatte, dass Aum Shinrikyo u. a. von der Regierung mit Giftgas gequält würde und nun Notwehr gegen eine korrupte und feindselige Welt leisten müsse.

### Ausführung des Sarin-Angriffs in der U-Bahn

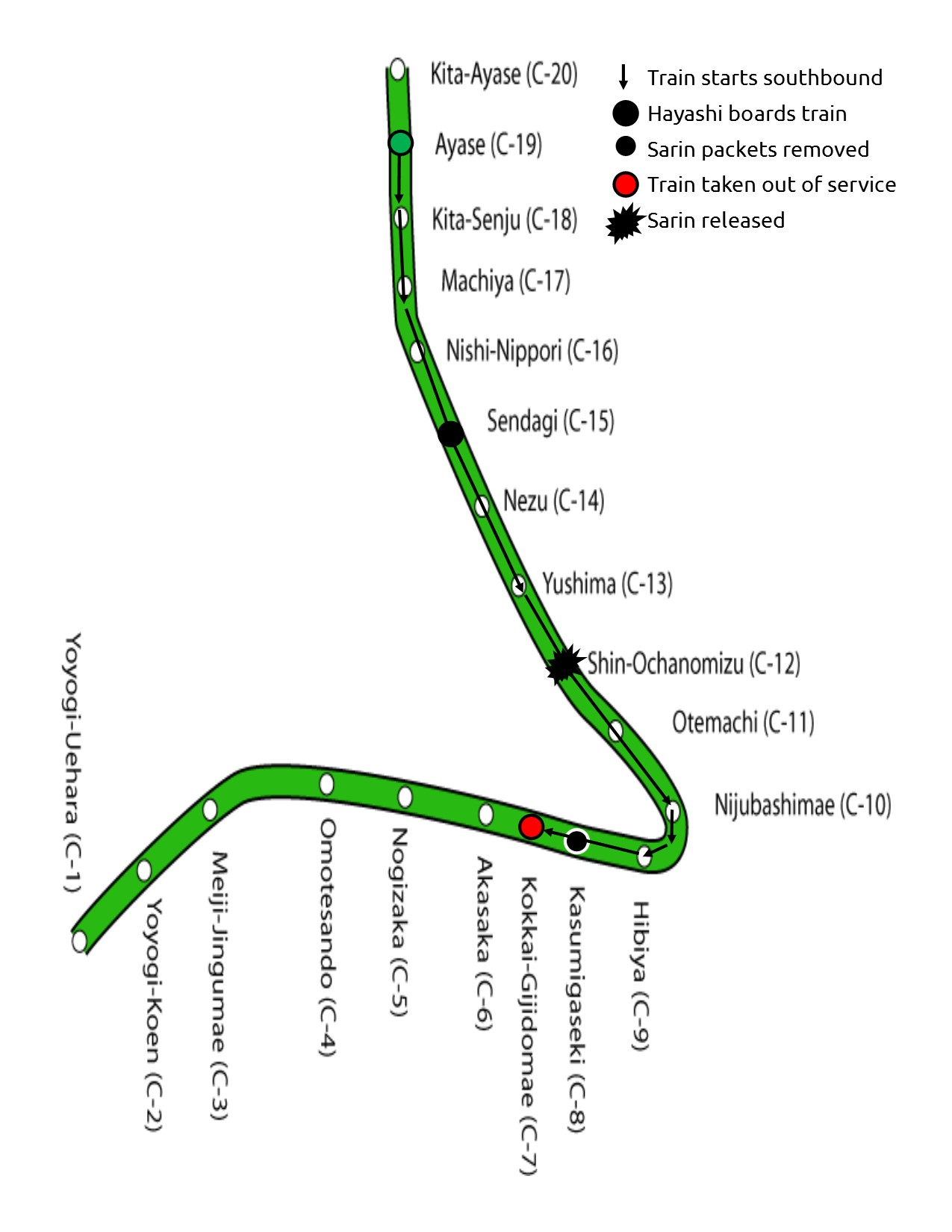
Schematische Darstellung von Hayashis Angriff auf die Chiyoda-Linie

Am 20. März 1995, bestieg Hayashi einen U-Bahnzug der Chiyoda-Linie und setzte dort Sarin frei, indem er mit einem angespitzten Regenschirm ein, in Zeitungspapier gewickeltes, Kunststoffpäckchen perforierte, das sowohl Sarin als auch einen Beutel Lösungsmittel enthielt.
Infolgedessen starben im Zug und der näheren Umgebung zwei Menschen, 231 wurden verletzt.
Hayashi gab an, er habe beim Aufstechen des Päckchens kurz gezögert, da er zuvor Augenkontakt mit einer, ihm gegenüber sitzenden Frau gehabt habe, und zu dem Schluss gekommen sei, dass sie mit an Sicherheit grenzender Wahrscheinlichkeit sterben würde. Nachdem er sich jedoch klargemacht habe, dass Asahara ein erleuchteter Meister sei, habe er das Sarin dennoch freigesetzt.

### Flucht / Festnahme
Am 22. März leitete die Polizei Ermittlungen gegen die Sekte ein und suchte landesweit nach Shoko Asahara.
Hayashi und Asahara flohen gemeinsam nach Hokuriku in die Gemeinde Anamizu in der Präfektur Ishikawa, wo Hayashi eine plastische Gesichtsoperation und eine weitere Operation zur Entfernung von Fingerabdrücken an Asahara durchführte.
Am 8. April wurde Hayashi auf dem Weg nach Kanazawa (Präfektur Ishikawa) von einem Polizisten festgenommen, da er mit einem gestohlenen Fahrrad unterwegs war.

### Verhör / Geständnis
Hayashi, sagte in seinem Verhör, dass Krieg zwischen der Polizei und Aum Shinrikyo herrsche und begann einen Hungerstreik.
Nach der Ermordung von Hideo Murai am 23. April war Hayashi sehr erschüttert und gestand daraufhin am 6. Mai er habe Sarin ausgebracht. Seine Angaben führten dann am Ende des Monats zum Auffinden Shoko Asahras in einem geheimen Raum in einem Tempel der Aum-Sekte.
Während des folgenden Prozesses weinte Hayashi immer wieder bitterlich und gab an, er bereue es sehr, für den Tod von Menschen verantwortlich zu sein.
Die hinterbliebenen Familien und die überlebenden Opfer Hayashis baten daher eindringlich, dass er nicht zum Tode verurteilt werden solle, weshalb die Staatsanwaltschaft in seinem Fall nur eine lebenslange Freiheitsstrafe forderte.

### Entscheidung des Amtsgerichts
Im Mai 1998 wurde Hayashi dann vom Gericht zu lebenslanger Haft verurteilt. Weder die Staatsanwaltschaft noch Hayashi legten Berufung ein, und so ist Hayashi der einzige Täter, der Sarin ausgebracht hatte und 2018 noch weiterlebte.
Im Gefängnis betreibt Hayashi täglich Yoga und verfasste eine vielgelesene Autobiographie "Aum und Ich".